# Nolberto Solano
Nolberto „Nobby” Albino Solano Todco (ur. 12 grudnia 1974 roku w Callao, Peru) – trener piłkarski, były peruwiański piłkarz i reprezentant Peru.

## Kariera klubowa
Kariera Solano rozpoczęła się w 1993 roku w lokalnej drużynie piłkarskiej. Rok później przeszedł do zespołu Sporting Cristal, w którym występował do roku 1997. Zdobył mistrzostwo kraju oraz awansował do finału Copa Libertadores. Następnym etapem kariery był transfer do Boca Juniors, gdzie został wypatrzony przez scoutów Newcastle United. Na wyspach zadebiutował w meczu przeciwko Chelsea w roku 1998. W 2001 roku podpisał nowy kontrakt, na 5 lat. Jednak ówczesny manager, Sir Bobby Robson, był niezadowolony z faktu, iż Nobby często wyjeżdża na zgrupowania reprezentacji, choć przy zawieraniu nowego kontraktu obiecał rozstać się z drużyną narodową. Bardzo długie wyjazdy na zgrupowania w odległej ojczyźnie kolidowały z rozgrywkami wskutek czego Solano w styczniu 2004 roku został sprzedany do Aston Villi. W drużynie z Birmingham był jednym z najlepszych strzelców i został wybrany najlepszym graczem roku. Jednak przyszedł czas na powrót na stare śmieci. W sezonie 2005/2006 zdobył dla Newcastle United 6 bramek, a w 2006/2007 - 2. Latem 2007 Solano zmienił barwy klubowe i z powodów rodzinnych przeszedł do stołecznego West Ham United. W 2008 roku odszedł za darmo do greckiej Larisy. Od 2009 do 2010 roku był zawodnikiem peruwiańskiego Universitario de Deportes.
22 stycznia 2010 roku trafił do Leicesteru City.
25 czerwca 2010 roku oświadczył, że zakończy swoją karierę piłkarską po sezonie 2010//11.
12 lipca 2010 roku podpisał kontrakt na jeden sezon z Hull City.
W 2011 roku przeszedł do trzecioligowego Hartlepool United.

## Kariera reprezentacyjna
W drużynie narodowej Peru zagrał 95 razy. W czerwcu 2005 roku zakończył karierę reprezentacyjną.

## Kariera trenerska
2 lutego 2012 został asystentem trenera w angielskim Newcastle Banfield FC .
Od 1 czerwca do 12 grudnia 2012 roku był trenerem peruwiańskiego Universitario Lima.
Od 18 kwietnia do 23 lipca 2013 trener klubu José Gálvez Chimbote z Peru.

## Życie prywatne
27 kwietnia 2010 został aresztowany pod zarzutem gwałtu.